# 우서 사건

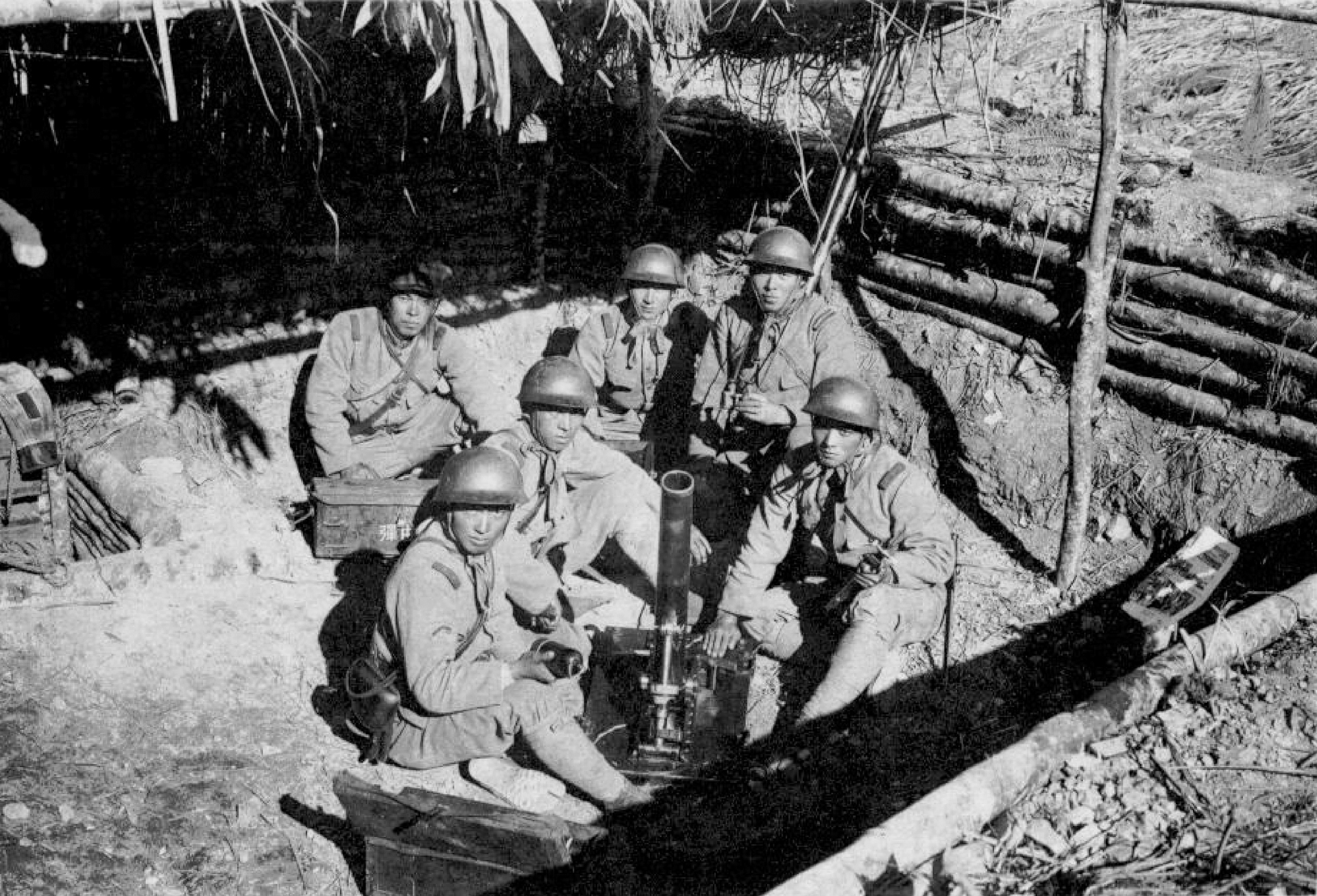
군사작전 중인 일본군

우서 사건(중국어: 霧社事件 우서스젠[*], 일본어: 霧社事件 (むしゃ じけん) 무샤지켄[*])은 1930년 일본 제국의 대만 통치 시대(대만일치시기)에 대만 원주민이 일으킨 최대 규모의 봉기이다. 항쟁을 주도한 대만 원주민 중 하나인 세디크족에 대한 일본 제국의 대량 학살로 끝났다.

## 개요
사건은 일제 군경이 원주민을 멸시하여 시작되었다. 원주민은 반진(蕃人) 또는 세이반(生蕃) 등으로 불리며 보통 중국인에 비해 야만인 취급을 받고 있었다. 아타얄족(泰雅族)은 그들이 살고 있던 땅이 개발되면서 강제 이주 및 강제 노동을 당했는데, 이 때문에 일본 군경에 대한 원주민의 반감은 극에 달했다.
1930년 10월 9일, 순찰 중이던 일본인 경관 요시무라 가쓰히코는 싸이더커족의 족장 루다오 바이의 손자 결혼식 행렬과 마주치게 되었다. 신랑이 돼지를 도축한 손으로 전통 잔에 포도주를 따라 경관에게 친절히 권하자, 요시무라는 “금수의 피로 더럽혀진 손”으로 따르는 잔을 받을 수 없다며 거절하였다. 호의를 거절당한 족장 손자가 체면 때문에 거듭 잔을 권하자 오히려 요시무라는 곤봉으로 족장 손자를 두 차례 구타했고, 이에 모욕감을 느낀 다른 사람들이 들고 일어나 경관을 폭행하는 사건이 발생했다. 훗날 요시무라의 법정 증언에 따르면 그것은 “비위생으로부터 스스로를 보호하기 위한 조치”였다고 한다. 그 다음날 족장 손자는 경찰서를 찾아가 사죄와 함께 사과의 뜻으로 포도주를 바치려 했으나 거부당했다. 일본군경과 원주민의 관계는 급속도로 악화되었다.
결국, 10월 27일, 족장 루다오 바이는 1,200명의 전사를 조직해 우서 초등학교에서 열린 육상경기에 참석하러 온 일본인들을 습격하여 134명의 일본인을 살해했고, 215명이 부상당했다. 세디크족 출신 일본경찰관 2명이 이 사건 이후 가족과 함께 자살하기도 했다. 주요 경찰서 우체국, 및 다른 식민지 관청 등이 습격당했고, 일부 개인 화기와 탄약이 탈취당하기도 했다.
일본군의 보복은 즉각 진행되었다. 경찰과 군대로 즉각 토벌대가 조직되었고, 일본은 이간질 정책으로 싸이더커족과 적대관계에 있는 타 부족과, 살려주겠다고 꼬드겨 이탈시킨 세디크족 등을 포섭했다. 11월 중순에 일본군은 공중에서 무장이 빈약한 세디크족을 상대로 독가스가 주입된 산탄을 살포하기 시작했다. 12월 1일 족장이 자살했으며, 봉기는 3주 동안 지속되어 총 50일 동안 저항이 계속되었다.
일본의 기록에 따르면, 약 700명의 이타얄족이 죽거나 자살했으며, 500명이 항복해왔다. 추가로 약 200명의 항복한 싸이더커족이 일본측에 가담한 반란 세디크족의 손에 죽었다. 일본은 항복한 세디크족의 신변 보호를 책임지고 있으면서도 동족 학살을 방관했다. 남은 생존자들은 좁은 보호구역에 갇혀 엄중한 감시하에 놓였다.
항쟁이 발발하기 전에 우서 지구는 일본 식민 지배의 효율성을 입증하는 성공적인 지구로 평가되고 있었던 만큼, 일본은 큰 충격에 빠졌으며, 원주민 정책을 무단 통치에서 일종의 문화 통치로 변환하여, 원주민의 호칭을 노골적인 반진에서 가오산족(高山族)이란 명칭으로 바꾸고 조선인, 만주인 등과 같은 외지인과 동렬로 놓았다. 그러나 형식적인 조치에 지나지 않았다.

## 현재
1945년부터 대만에 대한 통치권을 반환받은 중화민국은 일본이 만들어 놓은 우셔 사건의 일본인희생추모비를 철거하고, 대신 원주민 희생자추모비를 세웠다. 대만 사학자들은 우서 사건을 기계중립적인 사관에 근거한 명칭이라며 霧社起義(우서 의거)로 바꿀 것을 요구하고 있다.

## 같이 보기
- 대만일치시기
- 가오산족
- 사이더커 바라이